# АС Сент Етиен
АС Сент Етиен (на френски: Association Sportive Saint-Étienne Loire, Асосиасион Спортив Сент Етиен Лоар) е френски футболен отбор, от град Сент Етиен състезаващ се във френската Лига 1. Основан през 1919 година, спечелил 10 шампионски титли той е един от най-успешните отбори в историята на френския футбол.

## История
Придобива професионален статут през 1933, а през сезон 1937 – 38 за първи път се класира в елитната първа лига на Франция.
През 1957 г. печели първата си шампионска титла на Франция.
През 1962 въпреки че печели Купата на Франция, отбора изпада във втора лига. Престоява там само един сезон и на следващата година се завръща в елита. Учудващо за всички отборът отново печели шампионата 1964, а в периода от 1967 до 1970 г., Сент-Етиен е едноличен господар във френския шампионат, като печели четири титли последователно и две купи на страната (1967, 1970).
През 1976 година се класира за финал в турнира на КЕШ, но го губи от Байерн Мюнхен. Последната му шампионска титла е през 1981 г., която е общо десета за клуба (рекорд).
През 1982 г., клуба е разтърсен от финансови скандали, което довежда до спад в ефективността му. Президентът Роже Роше (Roger Rocher) е принуден да напусне клуба, и впоследствие прекарва няколко месеца в затвора. Оттогава славния някога клуб прекарва голяма част от своето съществуване в долните половини в класирането на 1-ва и 2-ра лига. Въпреки че нейните спортни спектакли са непоследователни, в клуба все още се възползвали от безусловна подкрепа на своите фенове.
Завръща се в елита през 1999 г.и завършва на 6-о място в крайното класиране. Привържениците на отбора се надяват в завръщането към славните за клуба години. През 2001 г. следва нов скандал. Бразилския нападател Алекс и украинския вратар на отбора Максим Левицки са обвинени от властите в използването на фалшиви съответно португалски и гръцки паспорти. След съдебен процес, виновните футболисти са лишени от състезателни права за срок от 4 месеца, а поради участие на хора от администрацията на отбора в аферата, в края на сезона от актива на клуба са отнети 7 точки и Сент Етиен отново изпада.
Следват няколко сезона със слаби резултати в Лига 2. През 2004 г.клубът отново се завръща в елита, а в края на 2007 – 08 завършва на 5-о място. Така Сент-Етиен придобива право да играе в турнира за Купата на УЕФА, след 27-годишно отсъствие. В груповата фаза на турнира се пада с отборите на Валенсия, ФК Брюж, Русенборг и ФК Копенхаген.

## Успехи
- Лига 1
  - Шампиони (10): 1957, 1964, 1967, 1968, 1969, 1970, 1974, 1975, 1976, 1981
- Лига 2
  - Шампиони (2): 1963, 1999, 2004
- Купа на Франция
  -  Носител (6): 1962, 1968, 1970, 1974, 1975, 1977
  -  Финалист (1): 2020
- Coupe Gambardella
  - Победител (3): 1963, 1970, 1998
- Coupe Drago
  - Победител (2): 1955, 1958

## Известни футболисти
| - Мишел Платини - Патрик Батистон - Лоран Блан - Грегори Купе - Кристоф Дюгари - Бернар Женгини - Курт Зума - Елтон дос Реиш | - Жерар Жанвион - Вили Саньол - Жак Сантини - Фабиен Бударен - Александър Барт - Клод Аб - Пиер-Емерик Обамеянг - Давид Елбюик | - Алойзио - Алекс - Георги Славков - Георги Димитров - Роже Мила - Джон Сивебек - Тити Камара - Салиф Кейта | - Джони Реп - Роб Вичге - Хелдер Пощига - Любомир Моравчик - Максим Левицки - Дайсуке Мацуй - Фреди Гуарин - Карлос Камени |

## Български футболисти
- Георги Славков: 1986/88 - (16 мача - 0 гола)
- Георги Димитров: 1986/88 - (54 мача - 3 гола)

## Бивши треньори
- Хенрик Касперчак
- Жак Сантини
- Джон Тошак